# Tandanus
Tandanus é um gênero de peixes-gato, mais conhecidos como peixes-gato-cauda-de-enguia, endêmicos da Austrália.

## Espécies
Existem atualmente duas espécies reconhecidas neste gênero:

- Tandanus bostocki Whitley, 1944
- Tandanus tandanus {T. L. Mitchell, 1838}